# L'Aquila Rugby 2005-2006
Nella stagione 2005-2006 la Polisportiva L'Aquila Rugby ha disputato il campionato di Super 10 classificandosi al nono posto. Ha disputato inoltre il torneo di Coppa Italia mancando l'accesso alle semifinali in virtù del secondo posto nel girone di qualificazione. Nelle competizioni nazionali è stata sponsorizzata dalla Conad.
Nella European Challenge Cup, cui si era qualificata battendo nello spareggio il Petrarca Padova, è stata eliminata nel girone di qualificazione piazzandosi all'ultimo posto in classifica.

## Rosa
La rosa dell'Aquila Rugby 2005-2006 era così composta:

## Partite disputate

### Super 10

#### Andata
- 3 settembre - Viadana – L'Aquila 32-14
- 10 settembre - L'Aquila – Parma 17-28
- 17 settembre - Veneziamestre – L'Aquila 13-20
- 21 settembre - L'Aquila – Amatori Catania 29-28
- 25 settembre -  Rovigo – 'Aquila 26-25
- 1º ottobre - Benetton Treviso – L'Aquila 53-10
- 8 ottobre - L'Aquila – Calvisano 25-26
- 15 ottobre - Petarca – L'Aquila 34-29
- 5 novembre - L'Aquila – GRAN Parma 26-36

#### Ritorno
- 3 dicembre - L'Aquila - Viadana 14–9
- 7 gennaio - Parma – L'Aquila 37-27
- 27 marzo - L'Aquila - Veneziamestre 26-20
- 1º aprile - Amatori Catania - L'Aquila 29-19
- 8 aprile - L'Aquila - Rovigo 52-27
- 15 aprile - L'Aquila - Benetton Treviso 6-36
- 22 aprile - Calvisano - L'Aquila 55-7
- 29 aprile - L'Aquila - Petrarca 14-23
- 6 maggio - GRAN Parma - L'Aquila 35-21

### Coppa Italia

#### Girone B
- 20 novembre - Calvisano - L'Aquila 21-16
- 19 febbraio - L'Aquila - Veneziamestre 27-15

### European Challenge Cup

#### Andata
- 22 ottobre - L'Aquila - Reivers 25-32
- 29 ottobre -  Brive - L'Aquila 64-22
- 10 dicembre - L'Aquila - Falcons 0-86

#### Ritorno
- 18 dicembre - Falcons - L'Aquila 90-14
- 14 gennaio - L'Aquila - Brive 19-47
- 21 gennaio - Reivers - L'Aquila 39-23